# Flugten fra Absalom
Flugten fra Absolom, originaltitel No Escape, er en amerikansk action/science-fiction film fra 1994, optaget i Queensland, med Ray Liotta i hovedrollen som John Robbins. Som en tidligere amerikansk Marine-soldat sidder han i fængsel på livstid på en ø beboet af vilde og kannibalistiske fængselindsatte for at have dræbt sin chef, kommandant for en militærbase ved navn Benghazi, hvor finder han tilflugt hos en anden gruppe af fanger, der er kendt som 'insidere', der har dannet en rå civilization af hensyn til gensidig beskyttelse mod de brutale 'Outsiders'.
Filmen blev instrueret af Martin Campbell og var baseret på bogen The Penal Colony fra 1987 af Richard Herley.

## Medvirkende
- Ray Liotta som Robbins
- Lance Henriksen som Faderen
- Stuart Wilson som Marek
- Kevin Dillon som Casey
- Kevin J. O'Connor som Stephano
- Don Henderson som Killian
- Ian McNeice som King
- Jack Shepard som Dysart
- Michael Lerner som Warden
- Ernie Hudson som Hawkins